# Gil González Dávila
Gil González Dávila, noto anche come Gil González de Ávila (1480 – 21 aprile 1526), fu il conquistador spagnolo che scoprì il Nicaragua.

## Biografia
González Dávila appare per la prima volta negli annali storici nel 1508, quando riceve l'incarico reale di esaminare i registri delle imposte sulle proprietà. Probabilmente viaggiò poco dopo fino a Santo Domingo per svolgere il compito. Nel 1511, da Valladolid, gli fu assegnato il titolo di ragioniere di Hispaniola, prendendo il posto di Cristóbal de Cuéllar. La sua posizione gli permise di diventare un proprietario terriero, e ben presto si ritrovò a gestire una proprietà con oltre 200 schiavi indiani.
Nel 1518 González inviò un resoconto a re Carlo V in cui si elencavano i gravi problemi della gestione coloniale di Hispaniola. Si trovava ad Avila, in Spagna, quando fu avvicinato da Andrés Niño. Niño era un pilota esperto residente sulla costa atlantica delle Americhe spagnole. Era tornato in Spagna per chiedere l'aiuto della Corte nel finanziamento di una spedizione esplorativa delle coste del Pacifico. Il suo primo tentativo era fallito, ma qui incontrò González, un servitore del vescovo di Palencia. Il vescovo, Juan Rodríguez de Fonseca, era presidente del Consiglio delle Indie. Con il suo aiuto González e Niño ottennero l'approvazione di re Carlo per la spedizione. Il viaggio pianificato prevedeva González come capitano, Niño come pilota, e Andrés de Cereceda come tesoriere.

## Scoperta e conquista del Nicaragua
Nel giugno del 1519 re Carlo acconsentì alla spedizione. González e Niño partirono immediatamente per le Indie, giungendo ad Acla (Panama), nel gennaio del 1520. González presentò il suo incarico reale al governatore di Panama, grazie al quale era autorizzato a esaminare i registri delle tasse della colonia e a preparare la spedizione per l'esplorazione del Pacifico e dell'America centrale. Il governatore, Pedro Arias Dávila, prese male questo controllo della gestione erariale. Fermò l'analisi delle tasse, e impedì a Gonzalez di ottenere navi, rifornimenti e uomini per il viaggio. Impossibilitati a requisire le navi, González e Niño iniziarono la costruzione di quattro brigantini a Terarequi, nell'arcipelago delle Perle.
Il 26 gennaio 1522 la spedizione lasciò Terarequi ma fu obbligata ad attraccare nella parte occidentale di Panama dopo quattro giorni, a causa di alcune falle. González sbarcò con buona parte dell'equipaggio, e marciò a nord lungo la costa entrando nel Nicaragua meridionale. Niño, dopo aver fatto le riparazioni, lo seguì via mare raggiungendo un golfo della costa nicaraguense, dove l'esercito e la flotta si riunirono. Fu deciso che Niño sarebbe partito con due navi proseguendo a nord, mentre le altre due avrebbero cercato uno stretto o un canale che avrebbe unito Atlantico e Pacifico. Alla fine scoprì la baia di Corinto e il golfo di Fonseca, cui diede il nome di colui che gli aveva permesso il viaggio, il vescovo Juan Rodriguez de Fonseca.
González continuò a esplorare le fertili vallate occidentali, stupito dalla civiltà indiana che ci trovò. Scoprì i laghi che in seguito furono chiamati Nicaragua e Managua. Lui e il suo piccolo esercito raccolsero oro e battezzarono gli indiani lungo la strada. Alla fine approfittarono talmente tanto della bontà degli indiani che finirono con l'essere attaccati e annichiliti. Nonostante questo González riuscì a ritirarsi fino al golfo, dove erano ancorate le navi. Salirono a bordo dirigendosi a sud.
Nel giugno del 1523 González tornò a Panama con 3 navi malridotte, 100 uomini stanchi e una considerevole quantità di oro. Parlò della sua scoperta del Nicaragua e del suo popolo, città e ricchezze. Il nome del luogo deriva da quello di un capo indiano, "Nic-atl-nauac", tradotto in spagnolo come "Nicarao".

## Conquista dell'Honduras
Il governatore Pedro Arias Dávila intravide per un'opportunità per sé stesso in Nicaragua, e decise di prendere il controllo della situazione. Tentò di arrestare González confiscandone il tesoro. González riuscì a evitare la cattura fuggendo alla sua base di Santo Domingo. Qui usò la fortuna accumulata per organizzare una nuova spedizione di ritorno in Nicaragua.
Alla fine del 1523 González tornò a reclamare i territori garantitigli tramite decreto reale; ovvero Honduras e Nicaragua. Decise di evitare uno scontro diretto con Pedro Arias sbarcando una grande forza in un porto sulle coste settentrionali dell'Honduras. Organizzò qui la base chiamando il posto St. Gil de Buena Vista. Nell'estate del 1524 raggruppò un buon gruppo iniziando la marcia verso sud, in direzione delle vallate occidentali del Nicaragua, dove era stato in passato. Sulla strada incontrò un plotone spagnolo e seppe che la sua terra era stata invasa da un esercito inviato dal governatore Pedro Arias da Panama. Il comandante di quell'esercito era Francisco Hernández de Córdoba.
Il plotone fu costretto a tornare verso sud con l'avviso di liberare la zona. Córdoba inviò un piccolo gruppo guidato da Hernando de Soto a discutere con González. Soto fu preso in un attacco a sorpresa, ma riuscì a difendersi. Poi i due chiesero una tregua, e Soto pensò che si potesse raggiungere un accordo, ma González lo imbrogliò. Con i rinforzi attaccò e catturò gli uomini di Soto. Come gesto di buona volontà, e forse temendo la grande armata di Córdoba, rilasciò i prigionieri tornando a Buena Vista.
Nel 1523 Cristóbal de Olid giunse con un esercito agli ordini di Hernán Cortés per creare una colonia per conto suo. Olid fondò la colonia nei pressi dell'odierna Trujillo, autonominandosi governatore in spregio a Cortés e González. Nel 1524 Cortés decise che era necessario mandare Francisco de las Casas con altri uomini a correggere la situazione. Invece Olid catturò sia las Casas sia González. Alla fine fu tradito dai suoi stessi uomini, e liberò i prigionieri. Si tenne un processo sommario in cui Olid fu riconosciuto colpevole di tradimento, e decapitato.
Las Casas e González decisero di unire le loro forze, dichiarando la loro lealtà a Cortés. Las Casas fondò la colonia richiesta con il quartier generale a Trujillo. González incaricò un tenente di gestire la sua base a Buena Vista. Quindi i due capitani tornarono in Messico per ottenere rifornimenti e rinforzi per la colonia. Nel frattempo lo stesso Cortés aveva deciso di viaggiare in Honduras per assicurarsi del fatto che la nuova colonia fosse al sicuro.

## Epilogo
Quando Las Casas e González giunsero in Messico trovarono Salazar de la Pedrada al comando, nominato da Cortés. Si rifiutarono di riconoscerne l'autorità, giurando fedeltà a Cortés o, se questi fosse morto, a Pedro de Alvarado. Salazar li fece arrestare e processare per l'omicidio di Olid. Era deciso a giustiziarli, ma alla fine fu costretto a mandarli in Spagna come prigionieri.
Non si conosce il destino di González dopo l'arrivo in Spagna. Il suo vecchio finanziatore, il vescovo de Fonseca, era morto nel 1524, e quello nuovo, Hernán Cortés, aveva i suoi problemi che lo obbligarono a tornare in Spagna per chiedere l'aiuto del re. Gil González Dávila morì nel 1543. Tutto quello che avrebbe potuto convincerlo a tornare in Messico era un figlio. Gil González de Ávila, Alonso de Ávila, e Martin Cortés furono coinvolti in una cospirazione contro il viceré della Nuova Spagna. Furono arrestati e giustiziati in Messico nel 1566.